# Kabosu
Kabosu (カボス ou 臭橙) é uma fruta cítrica verde suculenta associada ao yuzu, com a forma de um limão, usado como vinagre em alguns pratos japoneses e para fazer marmelada. Ele cresce em uma planta com flores e espinhos afiados, sendo que a fruta é colhida quando ainda está verde mas já amadurecendo para amarelo. Por ser uma papeda ichang - híbrido de laranja azeda, o Kabosu foi trazido da China durante o Período Edo e tornou-se uma fruta popular no Japão.
Ele é produzido em muitas regiões da província de Oita, principalmente em Taketa e Usuki. O fruto é consdeirado uma iguaria em outras regiões do Japão, visto que costuma ser caro fora da província de Oita. Ele melhora o sabor de muitos pratos, especialmente peixes cozidos, sashimi e pratos quentes.